# Abattoirs de Vaugirard

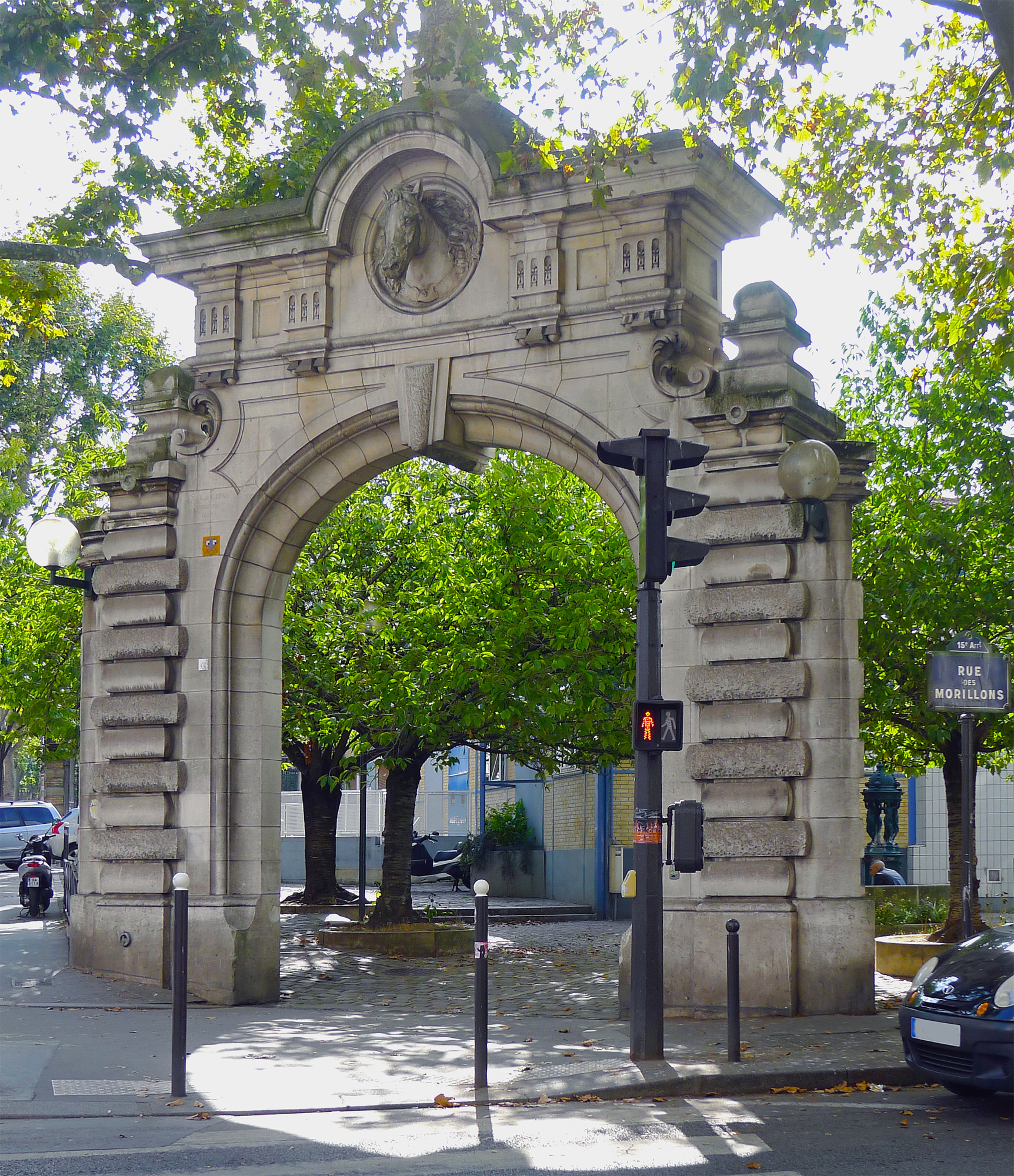
Entrée monumentale de l'ancien marché aux chevaux adjacent aux abattoirs de Vaugirard, au nord-est de leur site, à l'angle des rues des Morillons et Brancion.

Les abattoirs de Vaugirard sont d'anciens abattoirs, à la fois bovins, ovins et chevalins, dans le quartier Saint-Lambert du 15e arrondissement de Paris. D'une superficie de 72 000 m2, ils sont  ouverts entre 1896 et 1904. Ils cessent leur activité entre 1976 et 1978 et sont pratiquement entièrement démolis entre 1978 et 1985. Seuls trois bâtiments, les portes monumentales et quelques statues, dont deux taureaux, sont conservés. À l'emplacement de ces abattoirs est créé le parc Georges-Brassens, ouvert au public en 1985.

## Histoire
Les abattoirs de Vaugirard sont construits sur le terrain des anciens vignobles de Périchot. La construction est dirigée par Ernest Moreau et dure de 1894 à 1897.
En 1949, Georges Franju réalise un documentaire sur l'abattage des animaux, Le Sang des bêtes, tourné aux abattoirs de la Villette et de Vaugirard.
À partir de 1976, les abattoirs cessent leur activité avant de fermer définitivement en 1978. Le parc Georges-Brassens occupe actuellement l'emplacement des abattoirs. Installé sur l'ancien site des abattoirs dès 1979, sous un chapiteau, le Nouveau Carré Silvia-Monfort, « centre d’animation culturelle de Paris », met en chantier en mai 1989 un théâtre « en dur » conçu par l’architecte Claude Parent lové dans l’ancienne rampe d’accès des abattoirs. Le nouveau bâtiment porte le nom de théâtre Silvia-Monfort, après la mort de Silvia Monfort au printemps 1991, puis en 2009 il est renommé : Le Monfort.

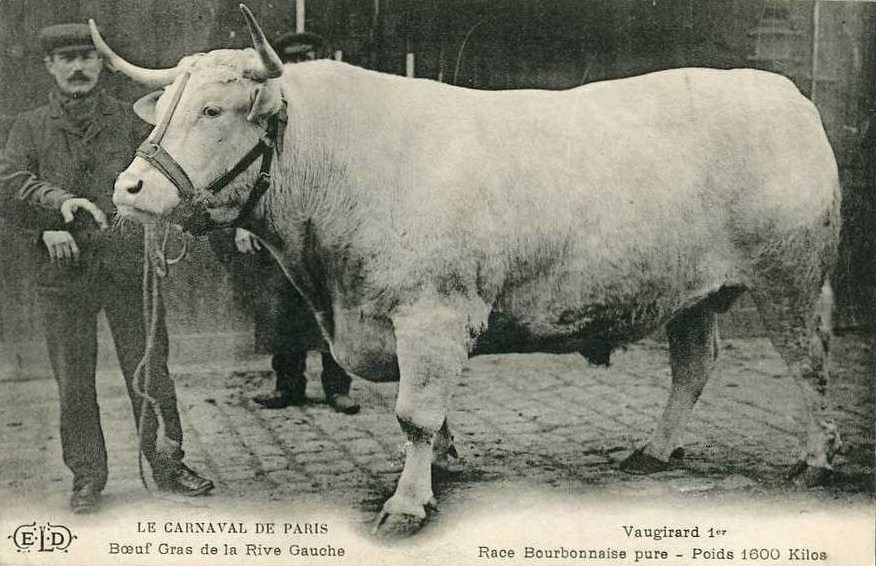
Le bœuf gras de Vaugirard en 1907.
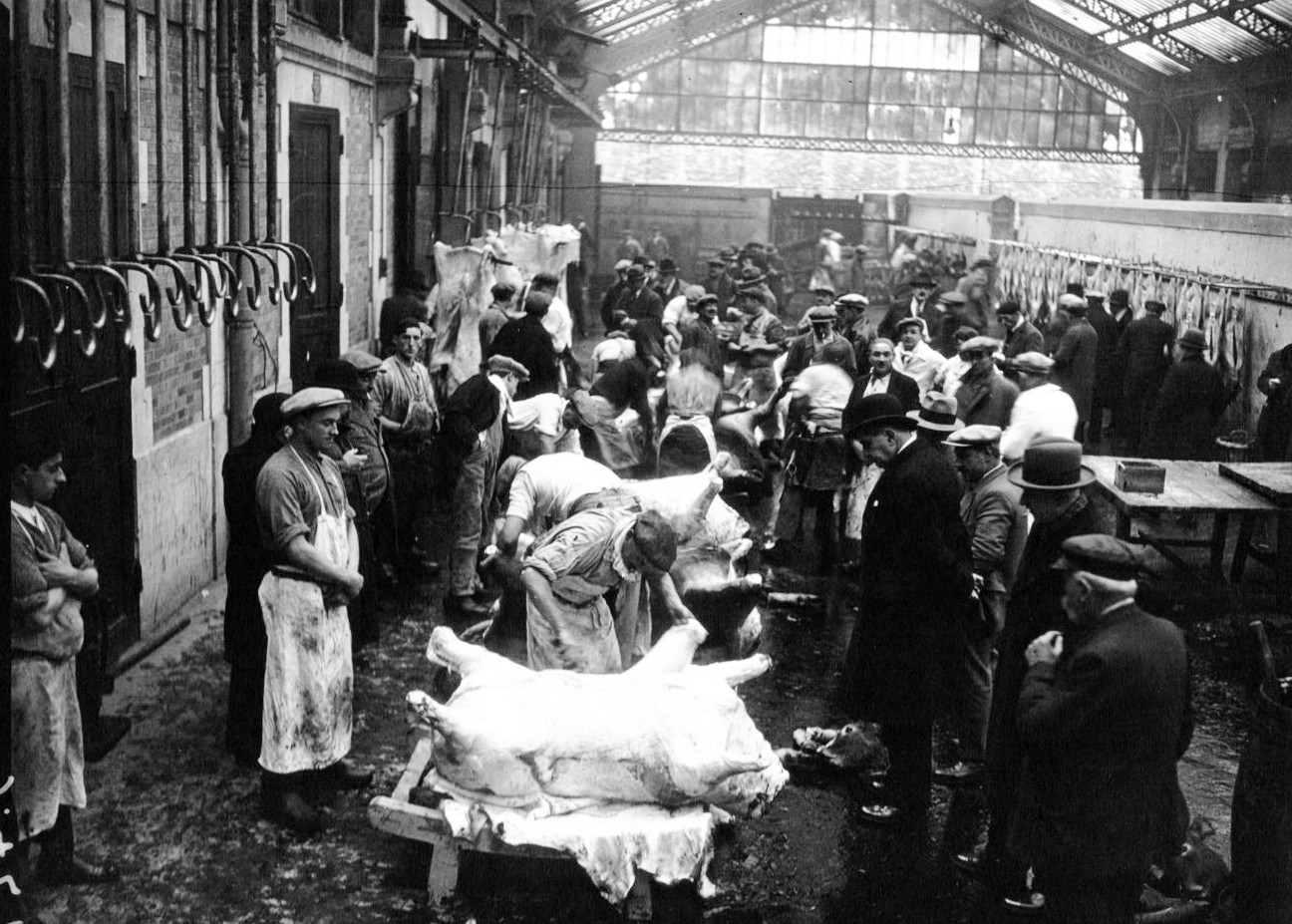
Concours du meilleur ouvrier boucher aux abattoirs de Vaugirard en 1932.

## Description
Ils étaient desservis ferroviairement par la gare des abattoirs de Vaugirard, placée sur la ligne de Petite Ceinture.
Les éléments des abattoirs de Vaugirard qui subsistent aujourd'hui :
- pavillons d'entrée (actuellement l'administration du parc) ;
- anciennes portes d'accès en pierres de taille ornées de décorations sculptées ;
- marché à la criée surmontée d'une tour équipée d'une horloge à quatre cadrans et d'un beffroi ;
- halle aux chevaux (abrite le marché du livre ancien et d'occasion) ;
- hangar à fourrage (transformé pour devenir la crèche collective municipale Morillons)[3] ;
- bâtiment des services vétérinaires en pierres meulières et briques au 106, rue Brancion, à l'angle sud-est du site, portant, entre autres ornements, des sculptures en bas-relief honorant Thomas Eugène Renault, Armand Charles Goubaux, Camille Leblanc et Isidore Geoffroy Saint-Hilaire, ainsi que celle d'une tête de cheval accompagnée de l'inscription en latin ANNO 1907, datant l'édifice.

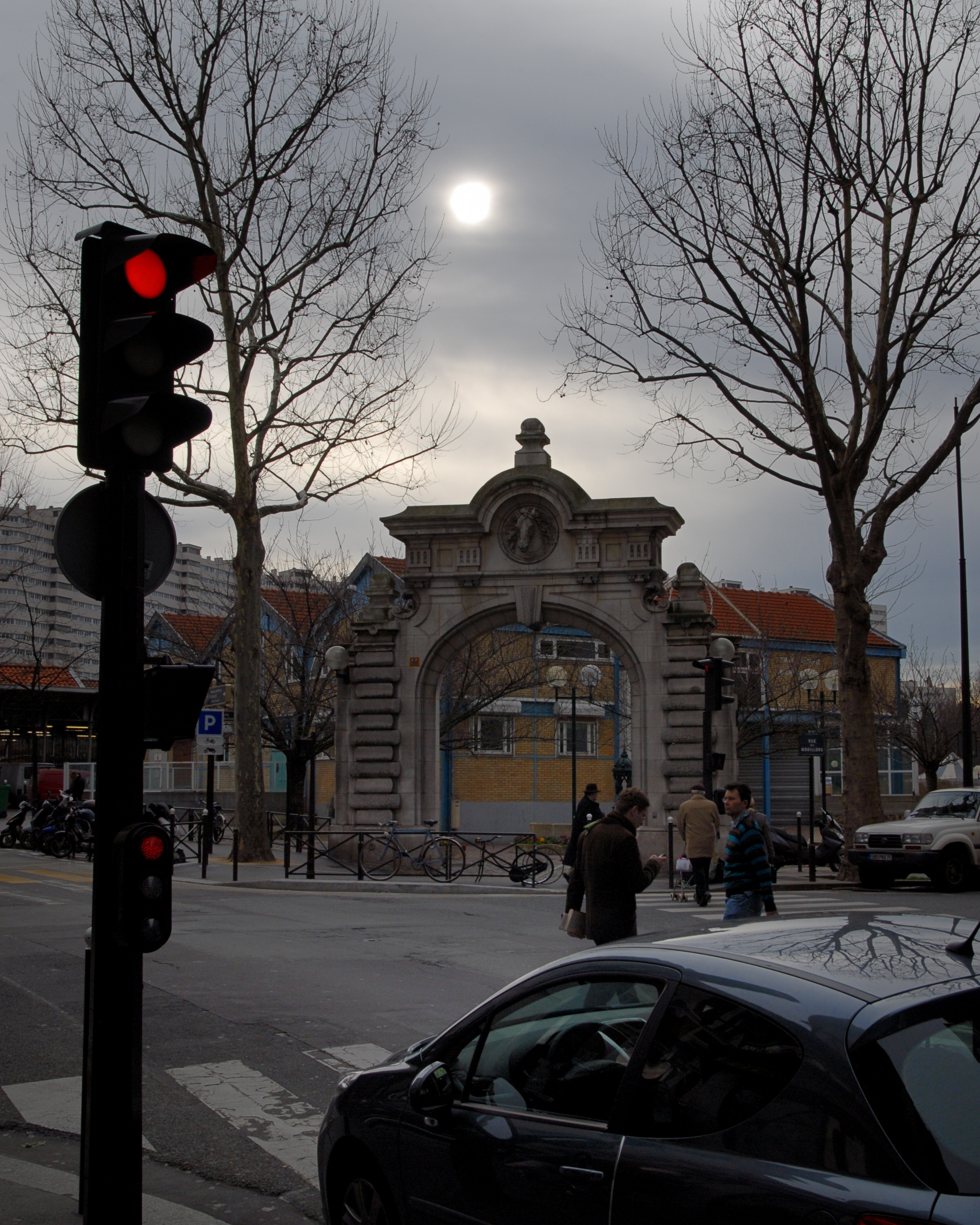
Porte monumentale, à l'entrée nord-est du site des abattoirs.
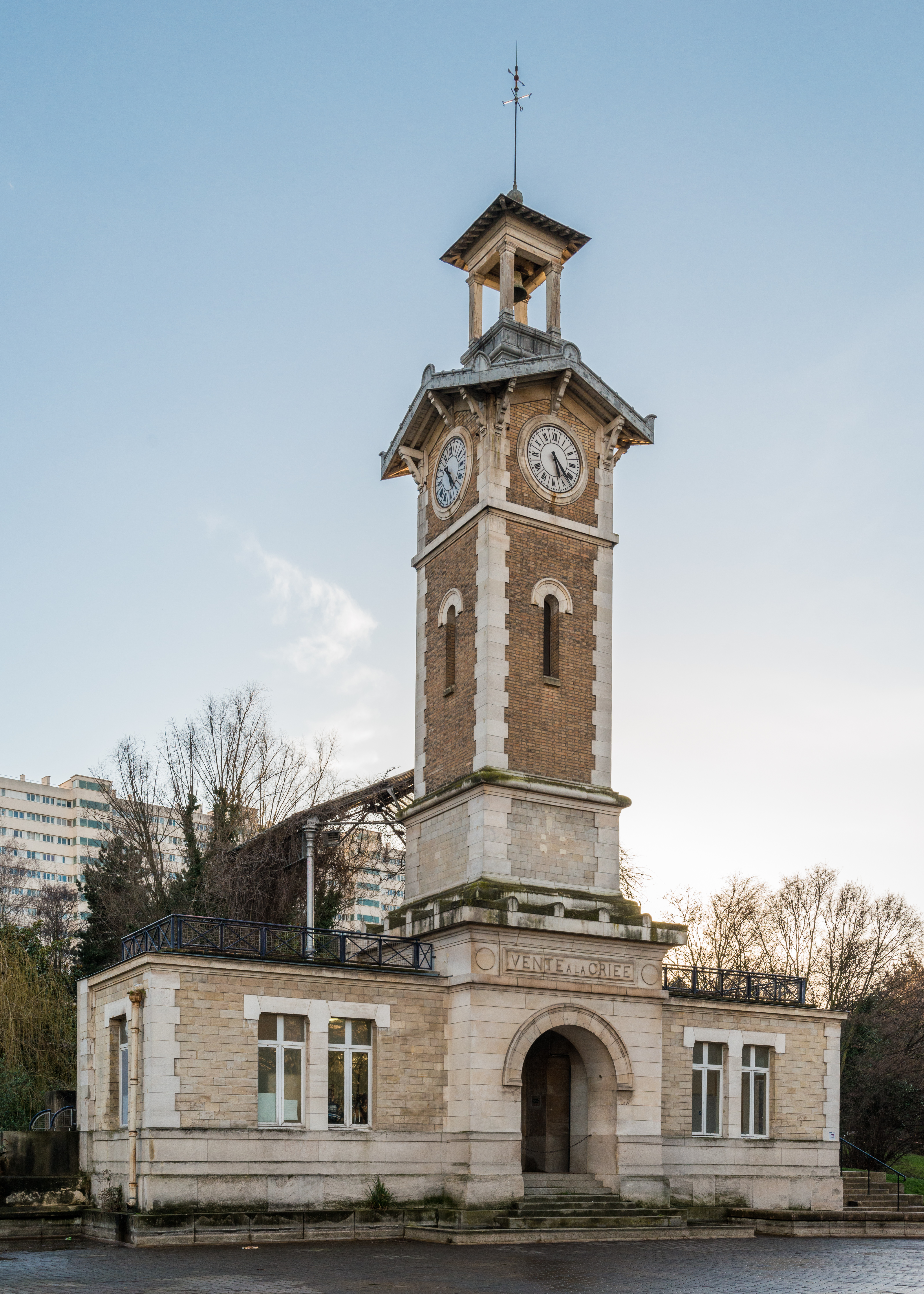
Le bâtiment de la vente à la criée, avec son horloge à cadrans et son beffroi.
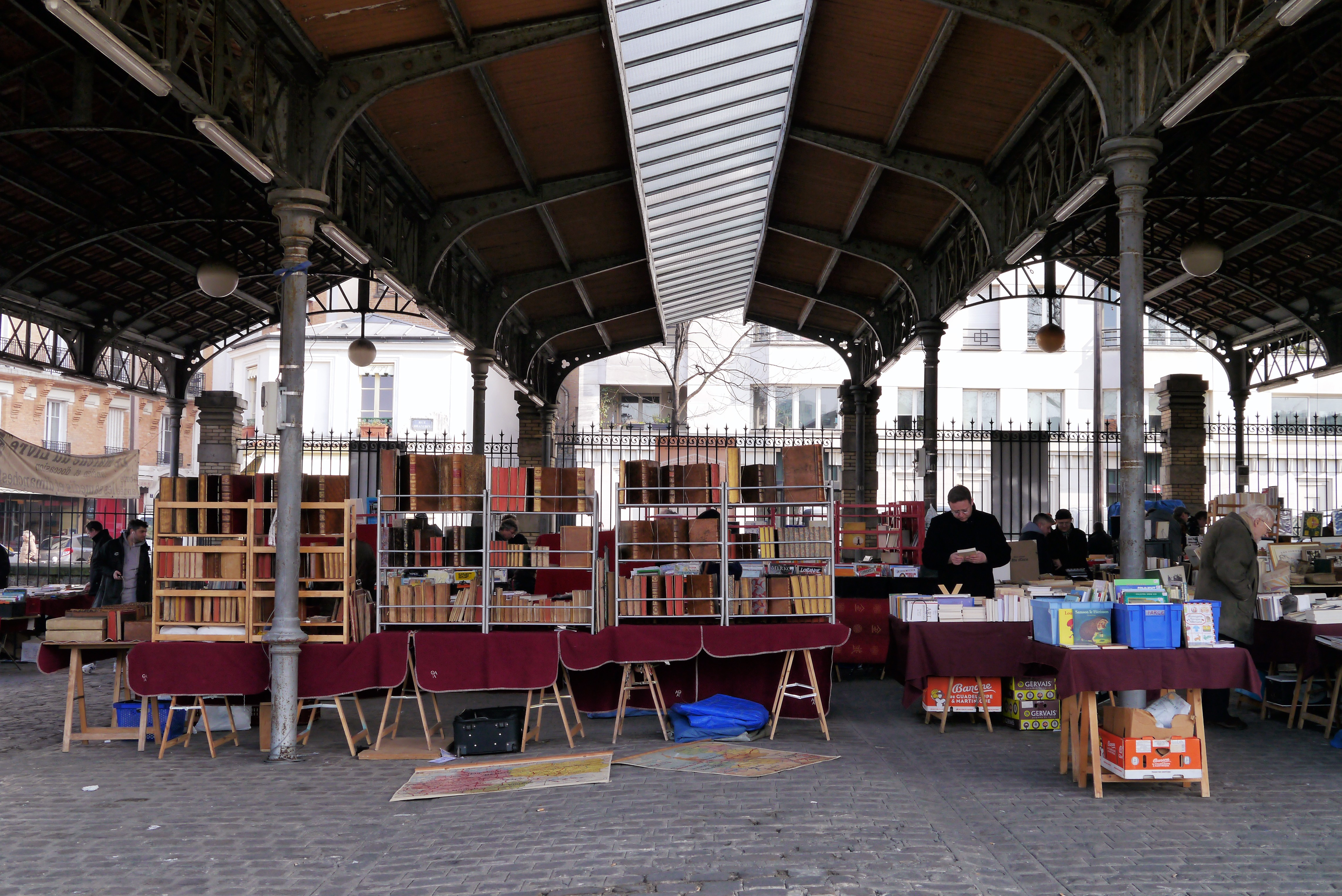
Stands du marché du livre ancien et d'occasion installés sous la halle aux chevaux.
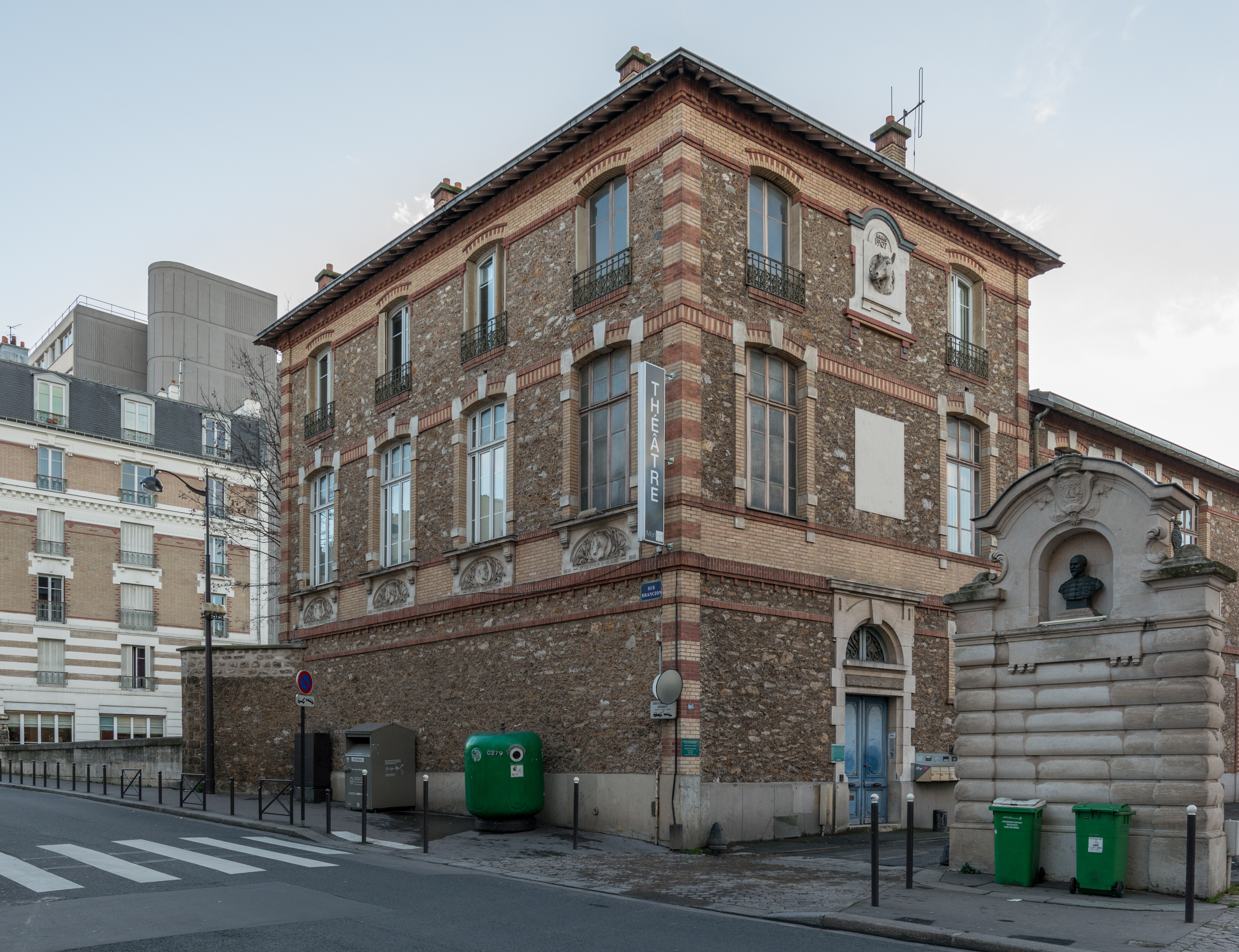
Bâtiment du 106, rue Brancion, décoré de sculptures. Il porte aussi l'enseigne du théâtre Le Monfort.